# Boba
Boba là một thị trấn thuộc hạt Vas, Hungary. Thị trấn này có diện tích 10,95 km², dân số năm 2010 là 817 người, mật độ 75 người/km².